# Coelichneumon lividusus
Coelichneumon lividusus là một loài tò vò trong họ Ichneumonidae.